# Euonymus hamiltonianus
Euonymus hamiltonianus Wall., 1824 è una pianta della famiglia Celastraceae.